# Joanna Pacitti
Joanna Pacitti (ur. 6 października 1984 w Filadelfii) – amerykańska piosenkarka poprockowa i aktorka, córka Stelli i Josepha Pacittich. Jest Amerykanką pochodzenia włosko-irlandzkiego.

## Albumy
- This Crazy Life (2006)

## Single
- "Let It Slide" (2006)

## Filmografia
- 1996: Annie (jako Annie)
- 2005: What I Like About You (jako Amber)